# Hewett (Wisconsin)
Hewett es un pueblo ubicado en el condado de Clark en el estado estadounidense de Wisconsin. En el Censo de 2010 tenía una población de 293 habitantes y una densidad poblacional de 3,16 personas por km².

## Geografía
Hewett se encuentra ubicado en las coordenadas 44°33′12″N 90°44′12″O / 44.55333, -90.73667. Según la Oficina del Censo de los Estados Unidos, Hewett tiene una superficie total de 92.8 km², de la cual 91.68 km² corresponden a tierra firme y (1.21%) 1.12 km² es agua.

## Demografía
Según el censo de 2010, había 293 personas residiendo en Hewett. La densidad de población era de 3,16 hab./km². De los 293 habitantes, Hewett estaba compuesto por el 100% blancos, el 0% eran afroamericanos, el 0% eran amerindios, el 0% eran asiáticos, el 0% eran isleños del Pacífico, el 0% eran de otras razas y el 0% pertenecían a dos o más razas. Del total de la población el 0% eran hispanos o latinos de cualquier raza.